# 36-та піхотна дивізія (Третій Рейх)
36-та піхотна дивізія (Третій Рейх) (нім. 36. Infanterie-Division) — піхотна дивізія Вермахту за часів Другої світової війни. 15 листопада 1940 перетворена на 36-ту моторизовану дивізію.

## Історія
36-та піхотна дивізія була створена 1 жовтня 1936 в Кайзерслаутерні в XII-му військовому окрузі (нім. Wehrkreis XII) в ході 1-ї хвилі мобілізації Вермахту.

## Райони бойових дій
- Німеччина (Лінія Зігфрида) (жовтень 1936 — травень 1940);
- Люксембург, Бельгія та Франція (травень — жовтень 1940);
- СРСР (центральний напрямок) (травень 1943 — липень 1944).

## Командування

### Командири
1-ше формування
- генерал-майор, з 1 квітня 1938 генерал-лейтенант Георг Ліндеман (нім. Georg Lindemann) (1 жовтня 1936 — 1 жовтня 1940);
- генерал-майор Отто-Ернст Оттенбахер (нім. Otto-Ernst Ottenbacher) (25 жовтня — 15 листопада 1940);

2-ге формування
- генерал-лейтенант Ганс Гольник (нім. Hans Gollnick) (1 травня — 1 серпня 1943);
- генерал-майор Рудольф Штегманн (нім. Rudolf Stegmann) (1 — 10 серпня 1943);
- генерал-майор Готтфрід Фреліх (нім. Gottfried Fröhlich) (10 серпня — 20 вересня 1943);
- генерал-лейтенант Рудольф Штегманн (20 вересня 1943 — 1 січня 1944);
- генерал-майор Горст Кадгін (нім. Horst Kadgien) (1 — 17 січня 1944);
- генерал-лейтенант Егон фон Найндорфф (нім. Egon von Neindorff) (17 — 19 січня 1944), ТВО;
- оберст, з 1 травня 1944 генерал-майор Александер Конраді (нім. Alexander Conrady) (19 січня — 1 липня 1944).

## Нагороджені дивізії
Нагороджені дивізії
|  | Кавалери Золотого Німецького Хреста                                                                        | 109                                                                                                |
|  | Кавалери Лицарського хреста Залізного хреста з Дубовим листям                                              | 2 (№ 279 оберст Александер Конраді — 22.08.1943 № 282 генерал-лейтенант Ганс Гольник — 24.08.1943) |
|  | Кавалери Лицарського хреста Залізного хреста                                                               | 25                                                                                                 |
|  | Кавалери Почесної Відзнаки Сухопутних військ «Почесна застібка на орденську стрічку для Сухопутних військ» | 20                                                                                                 |

- Нагороджені Сертифікатом Пошани Головнокомандувача Сухопутних військ (9)